# Лотівка
Лотíвка (Гáйворонці) — село в Україні, у Грицівській селищній громаді Шепетівського району Хмельницької області. Населення становить 393 особи.

## Географія
Селом протікає річка Безіменна.

## Історія
В 1240 році Лотівка була сплалена вщент татарською ордою на чолі з Ханом Батиєм.
В 1778 році Лотівка знову була знищена вщент турецькими військами, які тоді воювали з Річчю Посполитою. Біля села проходив Чорний Шлях, що йшов з півдня України, тому село часто зазнавало нападів турків та татарів
Після 1778 року Лотівка переселилася трохи на південь, де знаходиться і зараз.
У 1906 році село Грицівської волості Ізяславського повіту Волинської губернії. Відстань від повітового міста 24 верст, від волості 6. Дворів 58, мешканців 317.

## Населення

### Мова
Розподіл населення за рідною мовою за даними перепису 2001 року:
| Мова       | Кількість | Відсоток |
| ---------- | --------- | -------- |
| українська | 384       | 97.71%   |
| російська  | 8         | 2.04%    |
| болгарська | 1         | 0.25%    |
| Усього     | 393       | 100%     |

## Відомі особистості
В поселенні народилися:
- Палій Гордій Кіндратович (1936—2019) — український лікар.
- Краснолуцький Олександр Васильович — заступник міністра захисту довкілля та природних ресурсів України (на посаді з 07.2020)
- Штень Анатолій Петрович (1976-н.ч) - український військовик, головний сержант, воїн 68 ОЄБр